# Witold Czarnecki

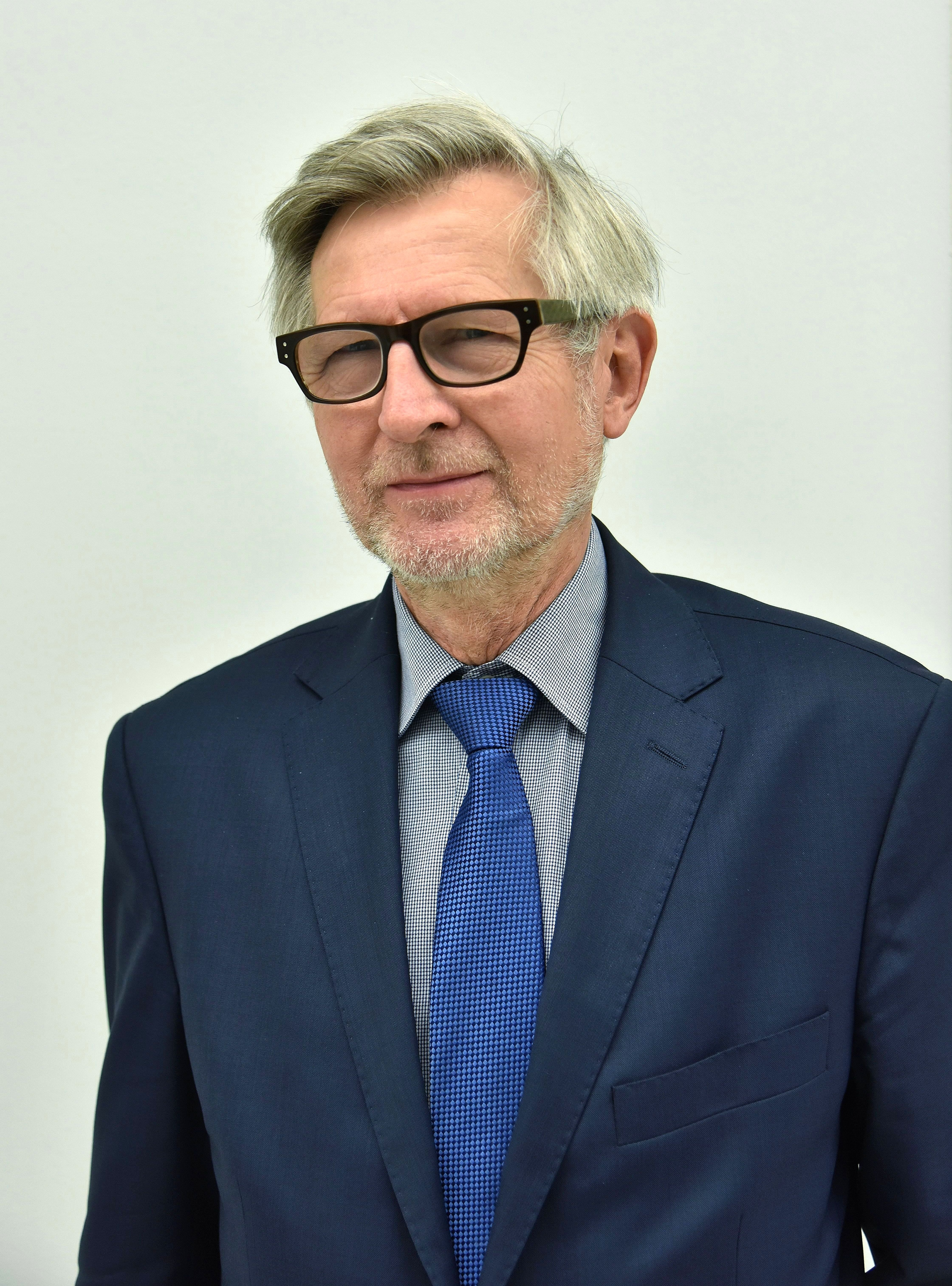
Witold Czarnecki

Witold Wojciech Czarnecki (* 12. April 1953 in Murowana Goślina) ist ein polnischer Politiker und seit 2005 Abgeordneter des Sejm in der V. und VI. Wahlperiode.
Er beendete sein Bauingenieur-Studium an der Technischen Universität Posen und promovierte später im gleichen Fachbereich. Als Dozent für Betonkonstruktionen arbeitete er an der Universität Zielona Góra.
Er gehörte der katholisch-rechtskonservativen Porozumienie Centrum (Zentrums-Übereinkunft – PC) an, danach trat er der Prawo i Sprawiedliwość (Recht und Gerechtigkeit – PiS) bei. Bei den Parlamentswahlen 2005 wurde er für den Wahlkreis Kalisz über die Liste der PiS in den Sejm gewählt. Bei den Parlamentswahlen 2007 wurde er mit 18.137 Stimmen erneut für die PiS in den Sejm gewählt, dieses Mal für den Wahlkreis Konin. Er ist Mitglied der Sejm-Kommissionen für Erziehung, Wissenschaft und Jugend.